# 엘베딘 지니치
엘베딘 지니치(슬로베니아어: Elvedin Džinič, 1985년 8월 25일 ~)는 루다르 벨레네에서 수비수로 뛰는 슬로베니아의 축구 선수이다.